# Інтерпункт
Інтерпункт (·, також внутрішньорядкова крапка, англ. interpunct, middle dot, centered dot) — крапка, що використовувалася для розділення слів в давніх варіантах латинської абетки та використовується в деяких сучасних мовах всередині слова.
Крапка розташована в центрі вертикалі (наприклад, DONA·EIS·REQVIEM). У викарбуваних написах, окрім стандартної форми невеликого круга, іноді мала вигляд правильного трикутника, напрямленого вгору чи вниз, зокрема у написах на будинках, датованих 20 століттям. Давньогрецька мова, на відміну від латини, не використовувала інтерпункти, літери йшли разом. Використання прогалин для розділення слів почалося значно пізніше, у 600—800 роках нашої ери.
У системі Mac OS X символ можна набрати комбінацією option-shift-9,, в X — через AltGr-.. У Юнікоді інтерпункт має код U+00B7 · middle dot (183decimal) . Кодування символу в HTML — &#183; або &middot; (введено в HTML 3.2). 
Точковий оператор (візуально схожий на інтерпункт чи ідентичний) використовується для позначення операції множення (в деяких країнах переважає символ ×): «a, помножене на b», має запис a·b чи ab, залежно від контексту

## Вживання

### Каталанська мова
У каталанській мові інтерпункт (кат. punt volat) ставиться між двома ‹l› (‹l·l›) тоді, коли вони належать до різних складів (напр. кат. cel·la, клітина). Цей символ відрізняється від звичайного подвійного l: вимова ‹l·l› — [ɫː], тоді як у ‹ll› (без крапки) — ʎ (напр. cella, брова).
В орфографічній термінології ‹l·l› називається кат. ela geminada, а ‹ll› — кат. doble ela. Хоча це вважається помилкою, за відсутності інтерпункту вживається крапка чи дефіс: [col.lecció] Помилка: {{Lang}}: текст вже має курсивний шрифт (допомога) чи [col-lecció] Помилка: {{Lang}}: текст вже має курсивний шрифт (допомога). У Юнікоді доступні коди для літер ‹Ŀ› (U+013F) та ‹ŀ› (U+0140), але ці літери є комбінованими символами і через це вживаються рідко та не рекомендуються. Коректнішим кодуванням є ‹l·› (U+006C + U+00B7). Заміну ‹ • › (U+2022, &bull;) з естетичної точки зору суворо рекомендується уникати.
У середньовічній каталанській мові символ ‹ · › інколи використовувався на позначення певного роду елізій, подібно до сучасного апострофу.
Для каталанської мови немає окремої розкладки клавіатури, punt volat набирається комбінацією Shift-3 в іспанській.

### Японська мова
Інтерпункти часто вживаються для відокремлення іноземних слів у абетці катакана. Наприклад, «Can't Buy Me Love» записується як 「キャント・バイ・ミー・ラヴ」 (Kyanto·bai·mī·ravu). Інколи їх використовують при переліченні замість японської коми («、», tōten). Японські словники та граматичні довідники іноді за допомогою подібного символу розмежовують суфікс та корінь дієслова.
Проте у сучасній японській орфографії межі слів зазвичай не позначаються на письмі (проте суміш катакани, кандзі та хірагани дозволяє їх визначити).
У японській типографії є два символи Юнікоду:
- U+30FB («・» , katakana middle dot) тієї ж ширини, що й більшість символів кани
- U+FF65 («･» , halfwidth katakana middle dot)

Деякі інші застосування інтерпункта включають в себе: розрізнення титулу, імені та посади; розрізнення цілої та дробової частини при записі чисел у кандзі: 三・一四一五九二 (3,141592); замість тире, дефісів і двокрапок при вертикальному письмі.